# Sempervivum kosaninii
Sempervivum kosaninii là một loài thực vật có hoa trong họ Crassulaceae. Loài này được Praeger miêu tả khoa học đầu tiên năm 1930.